# Hidari Te
Hidari Te (яп. 左手 хідарі те) — коротке манґа-оповідання групи CLAMP.
Історія розповідає, про хлопчика, який дуже боявся темряви і всього, що вона породжує. Він вважав, що лише знаходячись на матраці під простирадлом і ні за яких умов не висовуючи жодну з частин тіла за межі постелі, бо «щось» може відтяти їх. Коли хлопчик потрапив до лікарні з переломом ноги, він побачив гарну дівчину в одній з палат. Наляканий нічним жахом, хлопчик нишком пробрався до неї в палату і побачив, що її ліва рука звисає з ліжка. Він боявся, що якщо не повернути руку в межі «бар'єру» ліжка, то «щось» може її відрізати. Однак йому забракло сміливості щось зробити. Лише наступного ранку хлопець дізнався, що дівчині ампутували її ліву руку.
Історія ґрунтується на дитячих уявленнях і психології, літературному жанрі «хорор», а також популярному в роботах CLAMP ідеї про бар'єр — кеккай.